# Coffee Noir
Coffee Noir – gra edukacyjna, zaliczana do gatunku tycoon, stworzona przez studio Doji Educational Innovations jako część platformy gier edukacyjnych Doji Academy. Pierwotnie była przeznaczona do rozgrywki w przeglądarce internetowej, jednak producent zdecydował o stworzeniu wersji dostępnej na platformie Steam. Wydanie gry zaplanowano na 2020 rok.
Gra uczy skutecznego zarządzania przedsiębiorstwem i przekazuje wiedzę z zakresu sprzedaży, finansów, marketingu oraz negocjacji handlowych (rozbudowany moduł dialogów z kontrahentami). Fabuła gry nawiązuje do narracji powieści kryminalnych a jej szata graficzna wykorzystuje styl klasycznych amerykańskich komiksów oraz klimat noir charakterystyczny dla XX-wiecznego kina gangsterskiego.

## Fabuła
Akcja Coffee Noir przypada na alternatywny 2021 rok. Gracz wciela się w postać Arthura Olivera, doświadczonego, brytyjskiego detektywa, który musi rozwiązać zagadkę zniknięcia znanego przedsiębiorcy, Richarda Kerseya. Wszystkie poszlaki wskazują na to, że w sprawę zamieszana jest grupa neolondyńskich biznesmenów, będących kontrahentami zaginionego. Jedynym sposobem, aby zbliżyć się do podejrzanych jest podszywanie się pod sprzedawcę kawy. W tym celu Arthur Oliver zakłada własną firmę, zatrudnia ludzi, a następnie rozpoczyna produkcję kawy. Wszystko po to, aby rozpocząć ryzykowną rozgrywkę, w której na szali leży życie uprowadzonego przedsiębiorcy.

## Rozgrywka
Główny ekran gry to widok biura detektywa, z którego gracz zarządza poszczególnymi działami firmy oraz monitoruje postępy śledztwa. Gracz, razem z bohaterem, przechodzi kolejne etapy wprowadzanie produktu na rynek: zaczynając od produkcji kawy, przez zatrudnianie pracowników i zdobywanie nowych klientów, aż po negocjowanie i obsługiwanie kontraktów. Rozbudowywanie firmy toczy się równolegle ze śledztwem, które z 10 podejrzanych ma wyłonić sprawcę uprowadzenia Richarda Kerseya.
Do gry dołączono interaktywny, 200-stronicowy podręcznik akademicki, zawierający materiały na temat zarządzania, ekonomii, negocjacji biznesowych oraz finansów. Zdobyta w ten sposób wiedza pozwala na płynniejsze wykonywanie swoich obowiązków jako przedsiębiorcy, gdyż istotnie posiada przełożenie na rzeczywistość.
Algorytmy ekonomiczne, w które wyposażona jest gra zostały stworzone przez pracowników naukowych Uniwersytetu Ekonomicznego w Poznaniu. Dzięki temu gra oddaje rzeczywistość tak wiernie, jak tylko jest to możliwe w warunkach komputerowej symulacji.

## Odbiór
- Gra trafiła do finału konkursu dla twórców gier niezależnych Pixel.Award 2016 na Pixel Heaven 2016 w Warszawie[8].
- Gra była nominowana do nagrody Digital Dragons Awards 2016 na Indie Showcase podczas Europejskiego Festiwalu Gier Digital Dragons 2016[9].
- Przez IGN Polska gra została ogłoszona jedną z siedmiu najbardziej interesujących gier indie Festiwalu Fantastyki Pyrkon 2016[1].